# Arbuskelsvampe
Arbuskelsvampe (Glomeromycota) er en gruppe af svampe. De blev tidligere opfattet som tilhørende koblingssvampene, men nyere forskning har udskilt dem som en selvstændig række så de nu betragtes som en søstergruppe til koblingssvampe, sæksvampe og basidiesvampe og andre rækker. Der findes ca. 200 arter arbuskelsvampe.
Arbuskelsvampe danner normalt arbuskulær mykorrhiza (A-mykorrhiza) med karplanters rødder eller thallus (for mossers vedkommende). Det er en type mykorrhiza hvor svampehyferne gennemtrænger cellevæggen i plantecellerne og danner nogle forgrenede strukturer som kaldes arbuskler. Det giver en stor kontaktflade mellem svampen og karplanteplanten. Arbuskelsvampe lever i mutualistisk symbiose med planten. Mutualistisk betyder for eksempel, at svampene kan være med til at nedbryde organisk materiale, så at planterne har mulighed for at optage næringsstofferne.

## Livscyklus
Svampene reproducerer sig aseksuelt ved at mykorrhiza danner mange flercellede sporer og spreder sig under jorden, ca. 80 % vokser ved vaskulære planterødder.